# آب بادامو (مقاطعة فيروزآباد)
آب‌بادامو (بالفارسية: آب‌بادامو) هي قرية تقع في قسم جايدشت الريفي (مقاطعة فيروزآباد) في إيران. يقدر عدد سكانها بـ 0 نسمة بحسب إحصاء 2016.